# Gasterosteidae
I Gasterosteidae Bonaparte, 1831, noti in italiano con il nome di spinarelli  (in inglese come sticklebacks o tubenoses), sono una famiglia di pesci ossei di mare e d'acqua dolce dell'ordine Perciformes (precedentemente al Gasterosteiformes).

## Distribuzione e habitat
I gasterosteidi sono diffusi nell'emisfero boreale, fin oltre il Circolo polare artico.

Vivono nella maggioranza dei casi in acque dolci, molte specie però sono altamente eurialine e preferiscono le acque salmastre. Alcune specie però sono marine e non entrano mai in acqua dolce, in tal caso sono strettamente costiere e spesso si incontrano tra le alghe.

## Descrizione
La caratteristica precipua dei membri di questa famiglia è la presenza di alcuni raggi liberi e spinosi anteriormente alla pinna dorsale, il cui numero è carattere di importanza tassonomica per la determinazione dei generi. La pinna dorsale e la pinna anale (che porta anch'essa una spina) sono simmetriche ed uguali. La pinna caudale è triangolare o arrotondata. Le pinne ventrali hanno una spina ciascuna. Le scaglie sono assenti ma sui fianchi sono presenti degli scudetti ossei la cui presenza e disposizione sono importanti per la determinazione delle specie.

La colorazione è di solito bruna o verdastra spesso variegata, molto mimetica e poco vistosa. Fanno eccezione i maschi nel periodo della fregola che mostrano in molte specie una colorazione vivace rossa o nera.

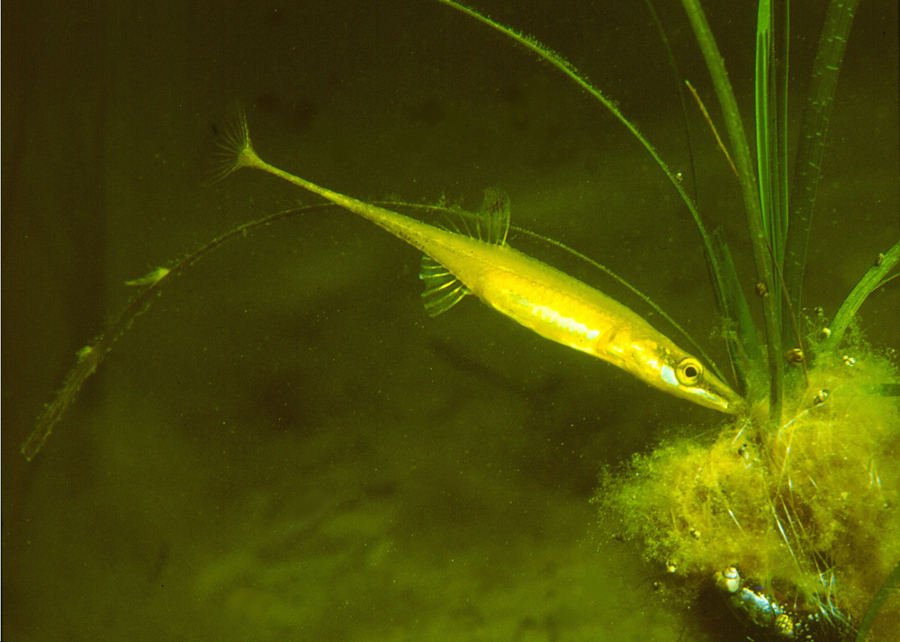
Spinachia spinachia

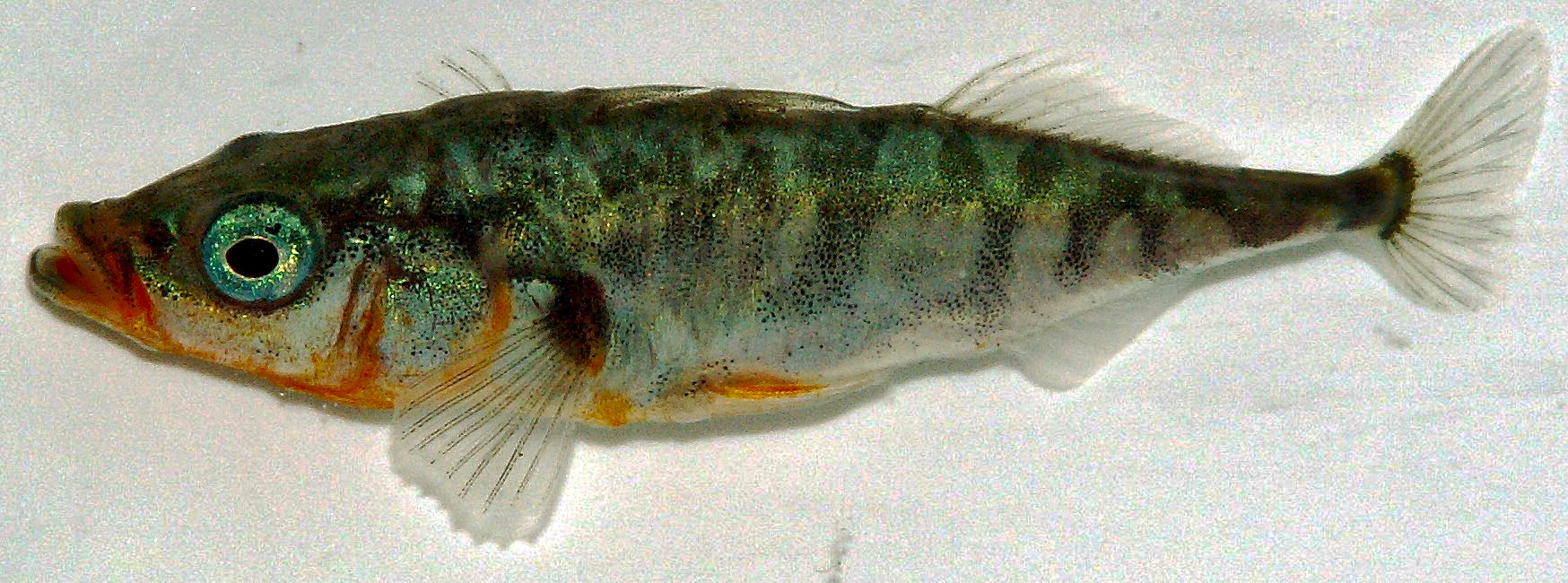
Gasterosteus aculeatus

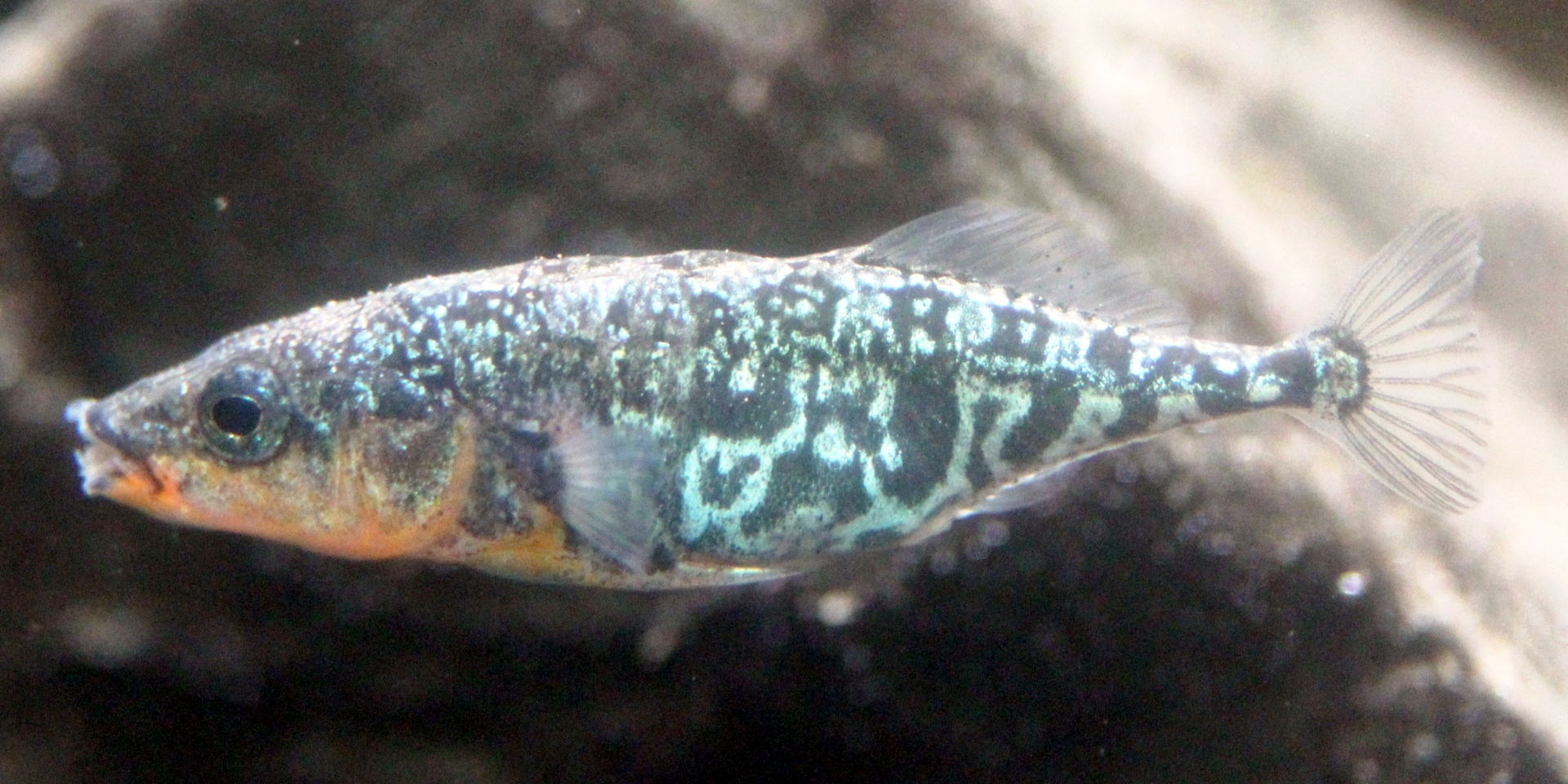
Gasterosteus microcephalus

Si tratta di piccoli pesci che raramente superano i 10 cm. La specie più grande è Spinachia spinachia, marina, che può superare i 20 cm.

## Alimentazione
Si cibano di piccoli organismi sia planctonici che bentonici.

## Riproduzione
L'interessante comportamento riproduttivo di questi pesci è studiato da molto tempo dagli etologi. Il maschio costruisce un nido di alghe cementate da una sostanza collosa prodotta dai reni del pesce e qui attira la femmina con una danza nuziale. Appena questa ha deposto la uova il partner le feconda e subito dopo la scaccia. Uova ed avannotti sono sorvegliati dal maschio.

## Acquariofilia
Molte specie si possono allevare facilmente in acquario dove si possono anche riprodurre.

## Tassonomia
La tassonomia di questa famiglia è attualmente in revisione, soprattutto per quanto riguarda i membri del genere Gasterosteus a cui appartengono tutti gli esemplari italiani. La loro attribuzione in toto alla specie Gasterosteus aculeatus è probabilmente ingiustificata.

## Generi
- Apeltes
- Culaea
- Gasterosteus
- Pungitius
- Spinachia